# 의료거머리
의료거머리(영어: European medicinal leech)는 거머리과 거머리속의 환형동물이다. 학명은 히루도 메디키날리스(학명: Hirudo medicinalis). 히루도속(Hirudo)의 다른 종은 때때로 의료용 거머리로 여러 가지 다른 이름으로 불린다. 즉, H. orientalis, H. troctina 및 H. verbana를 포함한다. 멕시코에서 사용되는 의료용 거머리는 Hirudinaria manillensis이며, 미국, 캐나다에서 사용되는 의료용 거머리는 Macrobdella decora로 불리고 있다.

## 의료 용도
의료용 거머리는 약 60가지 단백질을 함유한 침을 분비하는 것으로 밝혀졌다. 이들은 거머리가 먹이를 먹을 때 유용한 다양한 목표를 달성하여 혈액을 액체 형태로 유지하고 인체의 혈액 흐름을 증가시키는 데 도움을 준다. 이러한 분비 단백질 가운데 몇 가지는 히루딘(Hirudin)과 같은 항응고제 역할을 한다.